# Liste der Bodendenkmäler in Bayerbach (Rottal-Inn)
Auf dieser Seite sind die Bodendenkmäler in der niederbayerischen Gemeinde Bayerbach zusammengestellt. Diese Tabelle ist eine Teilliste der Liste der Bodendenkmäler in Bayern. Grundlage ist die Bayerische Denkmalliste, die auf Basis des Bayerischen Denkmalschutzgesetzes vom 1. Oktober 1973 erstmals erstellt wurde und seither durch das Bayerische Landesamt für Denkmalpflege geführt wird. Die folgenden Angaben ersetzen nicht die rechtsverbindliche Auskunft der Denkmalschutzbehörde.

## Bodendenkmäler der Gemeinde

### Bodendenkmäler in der Gemarkung Bayerbach
| Lage                              | Objekt | Akten-Nr.     | Bild                                                          |
| --------------------------------- | --- | ------------- | ------------------------------------------------------------- |
| Bayerbach (Standort)              | Archäologische Befunde und Funde des späten Mittelalters und der frühen Neuzeit im Bereich des abgegangenen Hofmarkschlosses von Bayerbach und seines hochmittelalterlichen Vorgängerbaus. | D-2-7544-0006 | weitere Bilder                                                |
| Bayerbach Kirchplatz 1 (Standort) | Untertägige spätmittelalterliche und frühneuzeitliche Befunde und Funde im Bereich der katholischen Pfarrkirche St. Peter von Bayerbach und ihres Vorgängerbaus.                           | D-2-7544-0044 | Untertägige spätmittelalterliche und frühneuzeitliche Befunde |
| Bayerbach (Standort)              | Untertägige frühneuzeitliche Befunde und Funde im Bereich der katholischen Wallfahrtskirche Mariä Heimsuchung in Langwinkl.                                                                | D-2-7644-0063 | weitere Bilder                                                |

### Bodendenkmäler in der Gemarkung Steinberg
| Lage                 | Objekt | Akten-Nr.     | Bild                                                      |
| -------------------- | --- | ------------- | --------------------------------------------------------- |
| Steinberg (Standort) | Verebnete Grabhügel vorgeschichtlicher Zeitstellung, daraus Funde der späten Bronzezeit.                                                   | D-2-7544-0007 |                                                           |
| Steinberg (Standort) | Siedlung vor- und frühgeschichtlicher Zeitstellung.                                                                                        | D-2-7544-0029 |                                                           |
| Steinberg (Standort) | Untertägige mittelalterliche und frühneuzeitliche Befunde und Funde im Bereich der katholischen Filialkirche St. Margaretha von Huckenham. | D-2-7544-0057 | Untertägige mittelalterliche und frühneuzeitliche Befunde |
| Steinberg (Standort) | Untertägige mittelalterliche und frühneuzeitliche Befunde und Funde im Bereich der katholischen Filialkirche St. Vitus in St. Veit.        | D-2-7544-0086 | Untertägige mittelalterliche und frühneuzeitliche Befunde |